# 華衛士F8ABA6ジサリス
『華衛士F8ABA6ジサリス』（センティカ・エフハチエービーエーロク・ジサリス）は、日本の特撮Webドラマ。主演する井上正大が自ら企画プロデュースした作品で、井上のYouTubeチャンネル「GGE CHANNEL」で2023年5月7日から7月13日まで、毎週日曜9時に全12話が放送され、2025年7月9日からは、シーズン2が井上のYouTubeとbilibiliで隔週金曜20時に放送されている。

## 概要
ジサリスという名の華衛士（センティカ）と呼ばれる者が、アユカを追って世界を旅する物語である。
井上正大による、自主製作企画「PINKの特撮創る」からスタートし、そこにアニメーション製作会社である株式会社AICライツが加わり、井上正大がその代表取締役に就任したことでスケールアップし、完成した。2023年4月21日に新文芸坐にて特別先行プレミア上映会が開催され、同年5月7日よりYouTube「GGE CHANNEL」にて毎週日曜日午前9時から放送を開始。
世界初のNFT特撮を謳っている。番組公式のNFTを所有する者には「戦闘力」が付与され、最も高い値を持つ者に次回作で番組中のヒーローである華衛士（センティカ）として出演、変身する権利が与えられるとしている。
テーマ曲は、オープニングテーマを特撮主題歌初挑戦となった幽閉サテライト、エンディングテーマを井上正大が担当している。
2025年7月9日より、テレビ神奈川にて同作のシーズン1が毎週水曜24時45分からテレビ放送されている。

## 登場人物
ジサリス
主人公。アユカの携帯電話により携帯変華（変身）する。
その目的は不明。

アユカ
ヒロイン。
フォビア
銃を主な武器とする華衛士（センティカ）。ストリートチルドレン出身。
言葉を発してはいけない世界を守護する。
ヴァニタス
巨大なナックルを主な武器とする華衛士（センティカ）。ジサリスに先生と呼ばれている。
第2人類であり、イルクであると自称する。
デジール
剣を主な武器とする華衛士（センティカ）。
センティカを主導する立場であるらしく、他のセンティカよりデジール卿と呼ばれる。

## スタッフ[2]
- 製作 - ヒーロー生活10年超委員会、株式会社AICライツ
- 原作 - 井上正大、大村安孝、藤川明日香、株式会社AICライツ
- エグゼクティブプロデューサー - 井上正大、大村安孝、前田義和
- プロデューサー - 石田良太
- 企画プロデュース - 井上正大
- 脚本 - 田口恵
- アクション監督 - 富田稔
- VFX - 田邉明宏、池田竜太
- ヒーローデザイン - 高橋健
- 音楽 - 石井伸昂
- 監督 - 田邉明宏
- 制作 - 株式会社シスト

## 主題歌
オープニングテーマ
「ジサリス」
作詞 - Marcia（幽閉サテライト） / 作曲・編曲 - 幽閉サテライト / 歌 - 幽閉サテライト

エンディングテーマ
「Listen out」
作詞 - Marcia（幽閉サテライト） / 作曲・編曲 - 幽閉サテライト / 歌 - 井上正大
「Hello」
作詞 - Marcia（幽閉サテライト） / 作曲・編曲 - 幽閉サテライト / 歌 - Marcia(幽閉サテライト)、紫乃咲ほのあ(SVS)、さとうもも(SVS)
「いつか」
作詞 - Marcia（幽閉サテライト） / 作曲・編曲 - 幽閉サテライト / 歌 - Garyu（幽閉サテライト）

## キャスト

### レギュラー・準レギュラー
- ジサリス - 井上正大
- アユカ - 田口愛佳
- ラドキーパー - 松田悟志
- デジール - 賀集利樹
- フォビア - 林拓磨
- ヴァニタス - 大村安孝
- ゼーゲン - 栗山航
- エスピス - 水沢レイン
- トラオム - 清水貴紀
- メイレー - 嵯峨飛鳥
- ピリア - 飛鳥